# Trials of Mana
Cet article concerne le jeu original de 1995. Pour le remake de 2020, voir Trials of Mana (jeu vidéo, 2020).
Trials of Mana (originellement sorti au Japon sous le titre Seiken densetsu 3 (聖剣伝説3)) est un jeu vidéo de type action-RPG développé et édité par l'entreprise japonaise Square. Il est sorti au Japon sur Super Famicom en septembre 1995, puis en Occident en 2019 sur Nintendo Switch dans la compilation Collection of Mana sous le titre Trials of Mana.
Il constitue le troisième épisode de la série appelée Seiken densetsu au Japon, et Mana dans le reste du monde. Ce jeu est souvent appelé en occident Secret of Mana 2, bien que ce nom n'ait jamais été enregistré ou annoncé par Square.
Le joueur peut choisir trois personnages pour un total de six, afin d'assembler le groupe qu'il dirige le long de l'aventure, dont le déroulement diffère en fonction du premier personnage sélectionné. Trois scénarios et six introductions différentes sont disponibles au total. À chaque scénario correspond un boss final différent. Chaque personnage possède un certain nombre de classes à choisir, chaque classe donnant des capacités différentes au personnage. Le jeu utilise un système de temps, qui inclut des transitions entre jour et nuit en temps réel, et gère même chaque jour de la semaine.
Le 11 juin 2019, le jeu est finalement publié sur Switch sous le titre Trials of Mana en version dématérialisée en dehors du Japon, dans la compilation Collection of Mana, suivie d'une version physique le 27 août 2019. Par ailleurs, un remake également intitulé Trials of Mana est sorti le 24 avril 2020 sur Nintendo Switch, PlayStation 4, et PC.

## Système de jeu
Trials of Mana utilise un système de combat en temps réel, entraînant l'utilisation d'un menu anneau qui donne au joueur un accès rapide à ses sorts magiques, objets et informations sur ses personnages. Une simple variété d'arme est disponible pour chaque personnage, et le système de « progression par le nombre d'utilisations » présent dans l'épisode précédent de la série a été supprimé pour les armes et les magies ; maintenant le seul facteur qui influence les dégâts d'un sort est le niveau de la compétence magique du personnage, et concernant les armes il faut en acheter de meilleures dans une boutique. Un système d'inventaire a été introduit, où tous les objets en trop peuvent être placés, remplaçant la capacité maximum de 4 objets de chaque dans Secret of Mana. Le joueur peut transférer des objets entre l'inventaire et le menu anneau, ou bien faire le plein d'objets déjà présents jusqu'à un maximum de neuf.
Un mode bataille a été créé en tant qu'élément du gameplay, ce qui supprime certains aspects du jeu normal (comme l'inventaire) pour permettre au joueur de se concentrer pour vaincre les monstres. Le joueur peut quitter le mode bataille en sortant de l'écran ou en s'éloignant des monstres (contrairement au mode fuite impossible de Legend of Mana).En mode bataille, les personnages obtiennent un point à leur jauge de puissance lorsqu'ils touchent un monstre (à la place de la charge rendant vulnérable dans Secret of Mana). Quand la jauge est assez remplie, des mouvements spéciaux peuvent être déclenchés - mouvements qui varient selon les personnages et leur classe. Une fois que tous les ennemis visibles à l'écran ont été éliminés, le joueur a la chance de pouvoir obtenir un objet dans un coffre à trésor. De temps en temps, une "roue de la fortune" apparaît à l'ouverture du coffre, et les prix sont des pièges qui causent des dégâts au personnage qui ouvre le coffre ; cela peut être évité en faisant s'arrêter le curseur sur un "OK".
La progression de niveaux est coordonnée par le joueur, car il doit choisir où investir un point de statistique à chaque montée de niveau. Un système de « classes » est présent. Une fois qu'un personnage atteint le niveau 18, il ou elle a la possibilité d'aller à une Pierre Mana et choisir vers quelle classe progresser - soit une classe alignée vers « Lumière » soit une classe alignée vers « Ténèbres » - ce qui fournit un ensemble différent de qualifications et de différentes améliorations aux stats. Un second changement de classe peut être effectué au niveau 38. Le second changement exige l'utilisation d'un objet rare afin d'être effectué, et de nouveau un choix entre "Lumière" et "Ténèbres" est demandé, donnant au total sept classes possibles pour chaque personnage, y compris la classe initiale.
À l'origine, le jeu n'offrait plus la possibilité de jouer à 3 comme c'était le cas dans Seiken Densetsu 2 (Secret of Mana), mais permettait toutefois de jouer à 2 simultanément, le troisième personnage étant commandé par l'ordinateur. Cependant, il existe maintenant une version ROM modifiée permettant de jouer à 3 joueurs, exactement comme dans Seiken Densetsu 2.

## Scénario et personnages
D'après l'introduction de Trials of Mana, la Déesse Mana créa le monde en forgeant la puissante Épée Mana et en vainquant huit Dieux-Destructeurs grâce à elle, les scellant dans des Pierres Mana. Elle se transforma par la suite en l'Arbre Mana avant d'entrer dans un profond sommeil. Le jeu prend place au moment de la fin de la paix, car des esprits mal intentionnés projettent de libérer les Dieux Destructeurs des Pierres Mana, afin d'obtenir le pouvoir ultime.
Comme Secret of Mana, Trials of Mana permet le contrôle de trois différents personnages pendant le jeu (les personnages non joueurs étant contrôlés par l'IA du jeu). Cependant, les trois personnages sont choisis parmi six au début d'une nouvelle partie. Chaque personnage a sa propre histoire, et le joueur doit jouer l'histoire du personnage principal choisi avant d'entrer dans le scénario du jeu. Le scénario principal, qui a une soixantaine de variations différentes en fonction des personnages choisis, possède trois sous-scénarios principaux.
Les personnages (et leurs histoires individuelles) sont groupés dans les sous-scénarios principaux comme suit :
- Angela (アンジェラ), Princesse magicienne du Royaume Magique d'Alténa, qui se situe sur un continent recouvert de glace. Sa mère, Valda, la Reine sérénissime, utilise sa magie pour tenir la cité Alténienne dans un printemps perpétuel. Cependant, comme son pays, elle est froide et insensible avec sa fille, qui est devenue isolée et égoïste en raison de son éducation, et de ce fait refuse d'apprendre la magie. Les sorts de la Reine s'affaiblissent au moment où Mana commence à décliner.  Afin que son sort puisse perdurer et qu'Alténa ne gèle pas entièrement, elle, avec son serviteur sorcier pourpre (Koren dans la traduction amateur), décide d'envahir les autres nations pour réclamer leurs Pierres Mana. Une fois cela fait, elle sacrifierait sa fille pour un sort antique qui libérerait le pouvoir de Mana prisonnier dans les Pierres, ouvrant ainsi la voie vers le pouvoir infini de l'Épée Mana, afin que le sort de la Reine puisse continuer. Une fois qu'Angela est au courant de tout cela, elle fuit Alténa. Étymologie : Le prénom Angela signifie « ange », et évoque donc un être parfait en tous points, ce qui apparaît ironique vis-à-vis du caractère irascible d'Angela. Il s'agit peut-être aussi d'une référence à sa beauté, (au début de l'histoire, le narrateur indique qu'Angela était aussi belle que sa mère, mais sans posséder ses dons pour la magie).

- Duran (デュラン), orphelin épéiste du Royaume des Prairies de Forcéna (Forsena dans la version originale) qui sert fièrement son roi, le sage Richard. Une nuit, Duran prend son tour de garde au château de Forsena quand un sorcier pourpre, un sorcier du pays d'Alténa, attaque le château. Duran est laissé pour mort après s'être confronté à lui, et après avoir récupéré, il se jure qu'il deviendra le meilleur épéiste au monde et qu'il aura sa vengeance sur le sorcier pourpre. Étymologie : "Duran" est clairement inspiré de Durandal, l'épée de Roland de Roncevaux, hérault de Charlemagne dans la Chanson de Roland.

- Hawkeye (ホークアイ、Hawk dans la traduction amateur en français), membre d'une guilde de nobles voleurs basée dans la Forteresse des Sables de Névarre (Navarre dans la traduction amateur). Son chef, le Seigneur Flamekhan, déclare soudainement que Navarre devient un Royaume. Surpris par cela, Hawkeye en parle à ses amis, les enfants de Flamekhan, Jessica (sa meilleure amie) et Eagle. Hawkeye et Eagle décident d'aller voir Flamekhan pour cela, et constatent qu'il est au milieu d'une réunion avec son aide, la sorcière Isabella, et un mystérieux vampire, Malocchio (Jagan dans la traduction amateur), qui s'avèrent tirer les cordes de Flamekhan. Malocchio quitte les lieux par magie et Isabella jette un sort sur Eagle pour le faire attaquer Hawkeye, qui blesse gravement Eagle afin de se défendre. Cependant, Isabella finit Eagle avec un sort et accuse Hawkeye. Il est emprisonné et attend son exécution quand Isabella l'informe qu'elle a donné à Jessica un collier maudit ; si Hawkeye raconte la vérité à n'importe qui, elle sera étranglée par ce collier. Heureusement, il s'évade. Étymologie : en Anglais "Hawkeye" signifie littéralement "œil de faucon". D'une part, il s'agit probablement d'une référence à ses compétences de voleur/ninja/assassin : le faucon est en effet connu pour être l'animal le plus rapide au monde, et est doté d'une vue incroyablement perçante. D'autre part, ce nom permet de renforcer le lien d'amitié qui le lie avec Eagle : "eagle" signifie "aigle" en Anglais, or le faucon et l'aigle sont tous deux des oiseaux rapaces.

- Riesz (リース、Lise dans la traduction amateur en anglais, pour des raisons de prononciation), Princesse Amazone du Royaume du Vent de Rollanto (Rolante dans la traduction amateur). Lorsque sa mère meurt en donnant naissance à son frère, Elliot, Lise se voue à prendre soin de lui. Cependant, deux ninjas mystérieux de Névarre, Bil et Ben, dupent discrètement Elliot (Elliott dans la traduction amateur) pour qu'il désactive le vent protecteur de Rollanto et l'enlèvent. Une fois le vent parti, Névarre attaque Rollanto avec un nuage de poudre de sommeil et tue son roi, Joster, le père de Lise. Le château est envahi par Isabella et le vent revient. Désespérée, elle s'échappe.

- Kevin (ケヴィン), le fils d'une humaine et héritier du trône du Roi de Férolia (Roi Loup dans la traduction amateur), le chef des lycanthropes,  (des loup-garous). Fatigué du traitement de ses semblables par les humains "normaux", la vengeance du Roi de Férolia est rendue possible par l'apparition du mystérieux Avale-mort (Deathjester dans la traduction amateur) et de sa magie noire. Il montre ses capacités en jetant un sort sur Karl, seul ami de Kevin, un louveteau orphelin comme lui, tandis que tous les deux sont dehors dans la Forêt du Clair de lune. Karl attaque Kevin qui se défend bien qu'il ne veut pas faire de mal à son ami. Malheureusement cela réveille ses pouvoirs de loup-garou, ce qui coûte la vie de Karl. Après avoir vu que le Roi de Férolia envoie une force d'invasion pour renverser la précieuse Cité Sacrée Wendel des humains, Kevin surprend le Roi de Férolia en train de féliciter l'Avale-mort pour son sort. Enragé, il défie le Roi de Férolia et est littéralement expédié hors du château. Il déclare le Roi de Férolia ne pas être son père, et souhaite trouver sa mère et un moyen de ressusciter Karl. Étymologie : Kevin est un prénom masculin d'origine irlandaise, venant de la transcription anglaise du nom irlandais Caoimhín ou Coemgen qui signifie "bel-engendré" en vieil irlandais. C'est donc un nom choisi avec ironie, étant donné que Kevin est né d'un union interdit entre deux races qui se haïssent mutuellement.

- Charlotte (シャルロット、Carlie dans la traduction amateur en français), la petite-fille du Prêtre de la Lumière de Wendel. Ayant perdu ses parents, le prêtre Leron et l'elfe Shela (Leroy et Shayla dans la traduction amateur), elle a pour ami un prêtre qui la surveille, Heath. Sentant une influence malsaine dans la voisine cité Jade, le Prêtre de la Lumière envoie Heath pour enquêter ; cependant, Charlotte surprend cette conversation et s'enfuit de Wendel pour aider Heath, et pour tomber finalement sur un homme maléfique, l'Avale-mort, qui enlève Heath.

À l'exception de Charlotte, on dit aux personnages (ou ils décident eux-mêmes) d'aller chercher le conseil du Prêtre de la Lumière dans la Cité Sacrée Wendel. Ils arrivent à la Cité de Jadd (Jade dans la traduction amateur) , juste après son invasion par les lycanthropes. Grâce aux pouvoirs de loup-garous des lycanthropes, les personnages peuvent s'échapper de la ville une fois la nuit tombée.
Chaque personnage, sur le chemin de Wendel, passe la nuit à Astoria, où ils sont réveillés par une lumière brillante. En la suivant, elle se révèle être une Fée de l'Ile Sacrée de Mana, fatiguée de son voyage. En désespoir de cause, la fée choisit le personnage principal pour être son hôte, et leur explique comment atteindre Wendel. Astoria est détruite par les lycanthropes synonyme de grave danger pour Wendel et le personnage principal est obligé de s'y rendre le plus vite possible.
À Wendel, lorsque les personnages présentent leurs réclamations au Prêtre de la Lumière, la fée interrompt et explique que l'Arbre Mana se meurt et que l'Ile Sacrée est en danger. Il s'agit de nouvelles graves pour le prêtre, car si l'Arbre meurt, les Bénévodons se réveilleront et détruiront le monde.
Il continue son explication, vu que la fée a choisi le personnage principal, ils doivent aller à l'Ile Sacrée pour tirer l'Épée Mana du pied de l'Arbre Mana afin de restaurer la paix dans le monde, et afin d'exaucer leurs souhaits par la déesse de Mana s'il y arrivent avant que l'arbre meure. Cependant, il y a un inconvénient : beaucoup de puissance est nécessaire pour ouvrir le portail de l'Ile Sacrée. La fée n'a pas la force pour le faire, et un sort antique (maintenant censé être oublié) qui libérerait la puissance des Pierres Mana ferait perdre la vie au lanceur du sort.  Cependant, les esprits gardiens des Pierres (éléments de Secret of Mana) sont capables d'ouvrir le portail, une fois leurs puissances combinées.
Le reste de l'histoire à partir de ce moment est une quête pour obtenir l'aide des esprits, contrecarrer les plans des forces maléfiques, et ouvrir le portail de l'Ile Sacrée pour récupérer l'Épée Mana et sauver l'arbre Mana.

### Esprits Elémentaux
Lumina (ウィスプ) est le premier esprit obtenu par les personnages. Il s'agit de l'Esprit de la Lumière. Elle est prisonnière du monstre Mécarachide, araignée géante, qui vit dans la grotte des chutes d'eau près de Wendel. Une fois battu, les héros obtiennent le pouvoir de Lumina. Sa pierre Mana se trouve dans les ruines de la lumière, au-dessus de l'endroit où vous vous trouvez.
Gnome (ノーム) est le deuxième esprit obtenu par les personnages. Il s'agit de l'Esprit de la Terre. Il est prisonnier du monstre Croque-gemmes, taupe géante, qui vit dans les grottes de la Crevasse de la Terre, près du Village des Nains. Une fois battu, les héros obtiennent le pouvoir de Gnome. Sa pierre Mana se trouve dans la Vallée des Gemmes Dorian, à l'Ouest de l'endroit où vous vous trouvez.
Sylphide (ジン) est le troisième esprit obtenu par les personnages. Il s'agit de l'Esprit du Vent qui vit près du Château de Rollanto. Quand les héros tentent de trouver Sylphide, le Chevalier du jaid lui jette un sort. Il aspire son énergie et invoque un monstre nommé Harcypète, similaire à l'apparence d'une harpie, qui attrape Sylphide. Harcypète est donc le monstre qui retient Sylphide prisonnière. Une fois battu, les héros obtiennent le pouvoir de Sylphide. Vous trouverez sa pierre Mana juste avant de battre Harcypète.
Ombre (ジェイド) est le quatrième esprit obtenu par les personnages. L'Esprit des Ténèbres vit sur un Bateau-Fantôme depuis, selon les explications d'Ombre, que la Pierre Mana des Ténèbres a été détruite (ou perdue dans le monde ou dans une autre dimension). Une fois arrivés par inadvertance dans le navire, les héros combattent des monstres pour atteindre le pont du bateau. Une fois battu le fantôme Gova (le « cœur » du Bateau-Fantôme et le monstre qui emprisonne Ombre), les héros obtiennent le pouvoir d'Ombre et le Bateau-Fantôme disparait au fond des eux.
Après Ombre, le groupe a le choix de quel esprit obtenir. Ondine ou Athanor peuvent être obtenus dans n'importe quel ordre. Pour obtenir Luna, l'Esprit de la Lune, le joueur doit obtenir Athanor et Ondine tous les deux. Pour le dernier esprit, Dryade, le joueur doit tout d'abord obtenir Luna.
Ondine (ウンディーネ) est l'Esprit de l'Eau qui vit dans une grotte de glace nommée Labyrinthe de Glace dans les plaines enneigées Sub-Zero, trouvable une fois que le pouvoir de la Pierre Mana de l'eau a été relâché. Après avoir rencontré Ondine, les héros obtiennent son pouvoir. Ondine est l'une des exceptions : Elle n'a pas de monstre qui la retenait prisonnière et on ne rencontre aucun boss de l'eau avant les Bénévodons.
Athanor (サラマンダー) est l'Esprit du Feu qui vit dans la Vallée des Flammes, au sud du Désert des Flammes, trouvable une fois que le pouvoir de la Pierre Mana du Feu a été relâché. Après avoir rencontré Athanor, les héros obtiennent son pouvoir. Cet Esprit n'est pas retenu prisonnier, mais Zehnoa, monstre combattu à Rollanto, maîtrise cet élément. Zehnoa peut donc être en quelque sorte le monstre d'Athanor.
Luna (ルナ) est l'Esprit de la Lune qui vit dans la Forêt Clair de lune et sa pierre Mana se trouve dans la Tour sélène. Dès que les héros ont battu Lougar (Lugar dans la traduction amateur), un lycanthrope, Luna apparaît et soigne Lougar en le transformant à nouveau en bébé. Après cela, les héros obtiennent son pouvoir. Elle n'est pas retenue prisonnière, mais le monstre Zehnoa de Rollanto, bien que maîtrisant le feu, maîtrise aussi la lune.
Dryade (ドリアード) est l'Esprit des Bois qui vit dans la Forêt Elfe de lysolux. Après avoir battu une plante maléfique appelée Vignobilis, monstre qui retenait l'Esprit prisonnier, Dryade apparait et les héros obtiennent son pouvoir. Sa pierre Mana se trouve dans la Forêt des splendeurs, juste au Nord.

### Autres personnages
Sorcier pourpre, du royaume d'Altena, est le plus grand sorcier du monde. Autrefois, comme Angela, il ne savait rien de la magie. C'est le Seigneur  Dragon qui l'a rendu sorcier, mais contre une partie de son âme. Sans cette partie, Il est prisonnier de l'Empereur Dragon et est donc un homme au service du mal. Grâce à ses pouvoirs, il humilie toute la garde de Forcéna et contrôle la reine Valda d'Alténa. Ce sera l'ennemi principal de Duran et Angela. Le sorcier pourpre utilisera sa magie pour contrôler Valda, la reine de raison. Quel que soit votre personnage principal, il vous barrera la route.
Avale-mort, homme au service du Mage Masqué, a mené le Roi de Férolia, après être devenu son conseiller, à faire la guerre contre les humains. En réalité, il a fait cela pour le compte de son maître. C'est l'un des personnages qui vous barrera la route. Toutefois, on ne sait rien de plus sur lui et sur son apparence d'araignée et de bouffon. On ne connait pas son identité et il est très mystérieux. Il est un maître des mirages et de l'illusion. Il est également très agile. Il a enlevé Heath et, depuis, Carlotte ne cessera pas de l'embêter.
Belladonna (ou Isabella), femme rencontrée dans le Désert des Flammes par Flammekhan, a utilisé sa magie pour contrôler ce dernier et lui faire faire envahir Rollanto. Elle est responsable de l'enlèvement de Elliot, fils du roi Joster, de la mort du roi Joster, père de Riesz et roi de Rollanto, et d'Eagle, fils de Flammekhan et meilleur ami de Hawkeye. Elle utilise sa magie pour contrôler tous les membres de la Guilde de Névarre, devenue Royaume de Névarre. Elle vous barrera elle aussi la route, en prime si vous êtes Hawkeye ou Riesz. Elle veut aider le Souvrain des ténèbres qu'elle aime tant.
Heath, unique guerrier de Wendel et conseiller du Prêtre des Lumières, s'est fait enlever par l'Avale-mort à Astoria pour le Mage Masqué. Il est comme un frère pour Carlie qui n'aura plus qu'une idée en tête : le retrouver.
Malocchio, complice de Belladonna et homme au service du Souvrain des ténèbres, a participé activement, mais aussi secrètement à l'envahissement de Rolante. Malocchio est un grand magicien très rapide et agile et un maître de la téléportation. Il a une apparence d'homme-vampire inexplicable faisant de lui le personnage le plus mystérieux de tout le jeu avec Avale-mort. On ne connait que son strict nécessaire, donc rien de son passé. On ne connait même pas son identité. Sa présence dans l'histoire semble montrer qu'il s'agit du plus valeureux des hommes du Souvrain des ténèbres. Il souhaite, comme Belladonna, faire revivre son maître en récupérant l'Épée Mana. Il peut se rendre invisible faisant de lui un espion professionnel sans pour autant en être un. En effet, il est toujours au courant de tout et vous barrera lui aussi la route.
Loki, père de Duran, est mort lors d'une bataille contre le Seigneur Dragon. Il est tombé dans un trou et personne n'a trouvé son corps.
Le Seigneur Dragon, le plus puissant de tous les dragons, a été humilié par Loki et le prince Richard. Il a mis le sorcier pourpre sous son service en lui prenant une partie de son esprit.
Valda (ou Verta), dite aussi Reine sérénissime, est la reine d'Altena. Elle chauffe son royaume grâce à sa magie. Elle est contrôlée par le sorcier pourpre et voudra sacrifier sa fille Angela.
Flammekhan, chef de la Guilde des voleurs de Navarre puis roi de Névarre, est contrôlé par Belladonna après l'avoir rencontrée dans les sables ardents.

## Équipe de développement
- Réalisateur : Hiromichi Tanaka

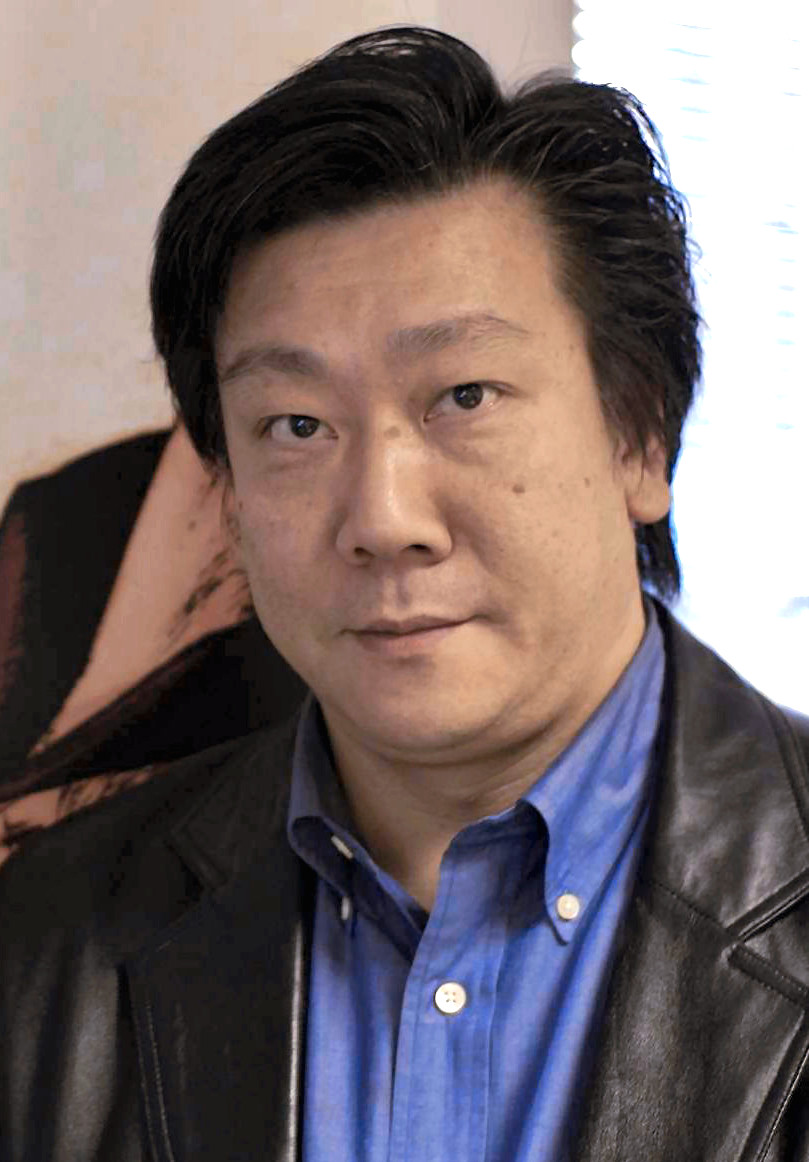
Hiromichi Tanaka est le réalisateur de Seiken densetsu 3.

- Directeur du game design : Kōichi Ishii
- Producteur : Tetsuhisa Tsuruzono
- Musique : Hiroki Kikuta
- Combats : Goro Ohashi, Yuko Sakamoto
- Carte : Tsukasa Fujita, Kazuomi Suzuki, Hiroyuki Kuwata
- Personnages : Kōichi Ishii, Shinichi Kameoka, Atsuhito Sakoda
- Monstres : Noriko Sasaki, Konomi Ishizuka[2]

## Traduction amateur
En 2000, une traduction amateur anglaise du jeu gérée par le hacker Neill Corlett a été réalisée et rendue disponible sur Internet comme un patch non officiel. Une traduction amateur française, réalisée par l'équipe de Terminus Traduction, fut également disponible en 2001 et a été mise à jour le 17 novembre 2005. Ce nouveau patch inclut 3 écrans titre au choix : "Secret of Mana 2", "Seiken Densetsu 3" ou le titre original en japonais.

## Accueil

### Critiques de la version originale
Le jeu est testé dans certains médias papier français, et reçoit des notes élogieuses.

## Postérité

Logo du remake de Trials of Mana.

Un remake également intitulé Trials of Mana est sorti le 24 avril 2020 sur Nintendo Switch, PlayStation 4, et PC (Steam).